# Honda CB 400 N

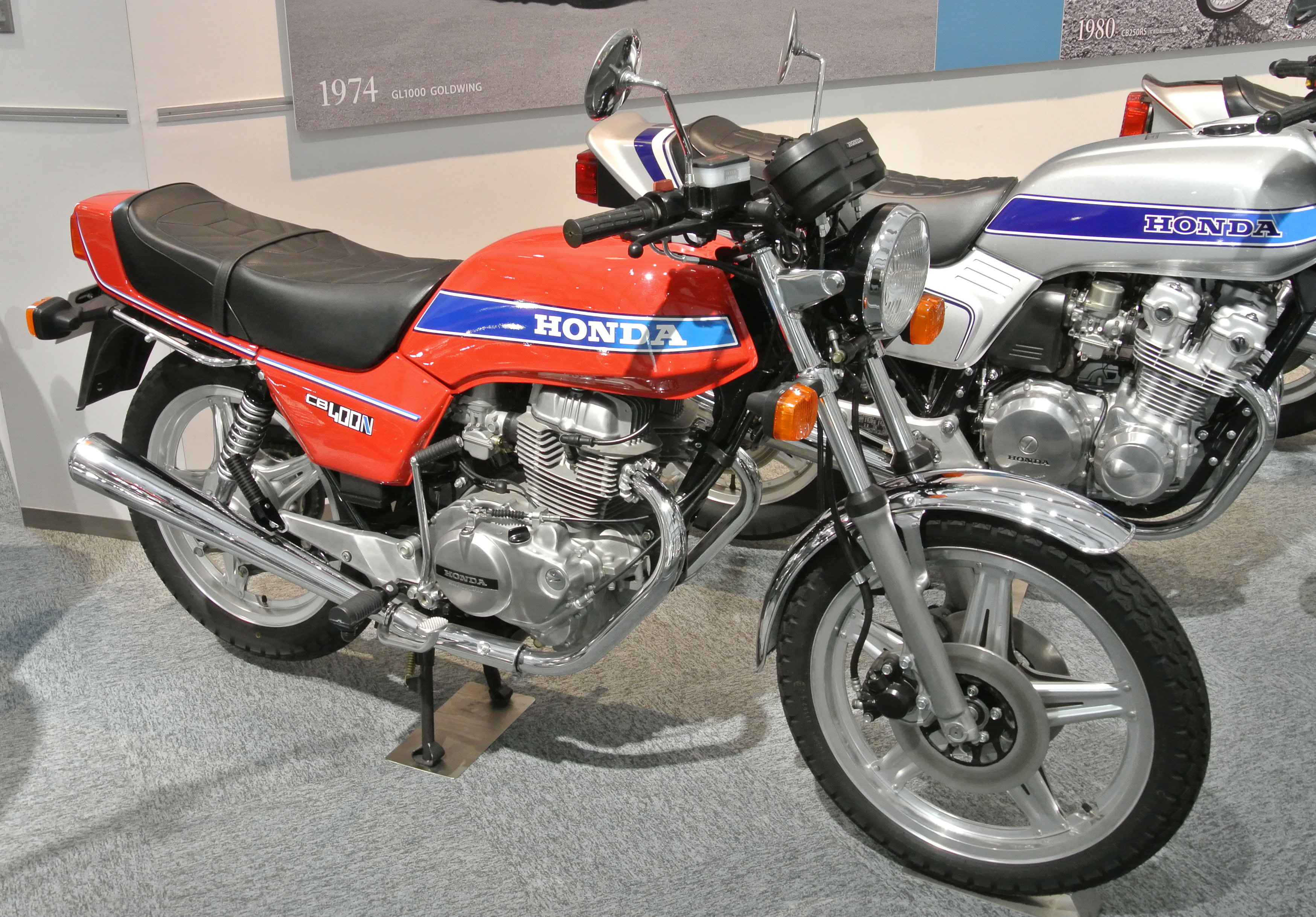
Honda CB 400 N

Die CB 400 N ist der Name einer Serie von Motorrad-Modellen des japanischen Herstellers Honda.

## Beschreibung
1978 ersetzte Honda die nur ein Jahr vorher neu herausgekommenen zweizylindrigen Modelle der Baureihe 250/400 T durch die stilistisch überarbeiteten (neuen) Zweizylinder-Modelle 250/400 N. Der damit eingeführte Euro-Look sollte die Verwandtschaft zur hubraumstärkeren Vierzylinder-Honda CB 900 Bol d’Or hervorheben. Die interne Typenbezeichnung CB400T wurde jedoch beibehalten, lediglich die Verkaufsbezeichnung wurde in CB 400 N geändert. Das Modell CB400N ist mit der CB250N eng verwandt, so dass Honda teilweise die gleichen Handbücher veröffentlichte.
Die Honda CB 400 N darf nicht mit der älteren hubraumgleichen kleinen Vierzylinder-Honda CB 400 Four verwechselt werden.
Ältere CB 400 N sind vorne mit einer einzelnen Bremsscheibe, jüngere Modelle mit einer Doppelscheibenbremse vorne, und alle am Hinterrad mit einer Trommelbremse ausgestattet. Mit ihrem Fünfganggetriebe (ältere Modelle) bzw. Sechsganggetriebe (jüngere Modelle) gilt sie als sparsam und geeignet als Anfängermaschine.
Die CB 400 N hat ungedrosselt 32 kW (43 PS), wurde jedoch in Deutschland aufgrund der Versicherungsklassen meist in einer werksseitig auf 20 kW (27 PS) gedrosselten Version angeboten. Die Drosselung erfolgt aufwändig über die Nockenwelle.
Die ersten Modelle verfügten neben einem E-Starter zusätzlich über einen Kickstarter; dieser entfiel 1982.

## Technische Daten
| Länge über alles:      | 2115 mm  |
| Breite über alles:     | 730 mm   |
| Höhe:                  | 1105 mm  |
| Radstand:              | 1390 mm  |
| Trockengewicht:        | 171 kg   |
| Gewicht fahrfertig:    | 184 kg   |
| Zulässige Gesamtmasse: | 364 kg   |
| Höchstgeschwindigkeit  |          |
| 27-PS-Version:         | 141 km/h |
| 43-PS-Version:         | 175 km/h |

## Militärische Nutzung
Die Dänischen Streitkräfte haben sich in den 1970er-Jahren für die Honda CB 400 N und die Yamaha DT 250 MX als Nachfolger für die BSA 400 WD entschieden. Die Honda CB 400 N wurde 1993 beim dänischen Militär durch die BMW R 65 GS abgelöst.